# Édson Luís Benites Belmonte
Edson Luis Benites Belmonte, mais conhecido simplesmente como Belmonte (São Borja, 31 de agosto de 1963), é um treinador e ex-futebolista brasileiro que atuava como volante.
Atualmente, está sem clube.

## Carreira

### Jogador
Iniciou a sua carreira no futebol de salão. Foi descoberto pelo São Borja em 1982 quando começou a atuar no futebol de campo.
Teve grande destaque no futebol catarinense atuando pelo Avaí nos anos de 1985 a 1988, 1992 e 1995 a 1997, quando abandonou a carreira de atleta profissional.

### Treinador
Em 1998, fez curso de treinador de futebol e, no ano de 2002, iniciou como técnico das categorias de base do Avaí, aonde foi Campeão Estadual de Juvenis no mesmo ano e Campeão Estadual de Juniores em 2003 e 2008.
Em 2005, após a saída do então técnico do Avaí José Galli Neto, Belmonte assumiu interinamente o time profissional disputando o Campeonato Brasileiro da Série B daquele ano.
No final de 2008, acertou com o Atlético de Ibirama para treinar o time no Campeonato Catarinense de 2009, realizando uma boa campanha com o clube.
No ano de 2010, Belmonte assumiu o Juventus de Jaraguá na terceira rodada do Campeonato Catarinense, ficou um mês a frente do clube e entregou o cargo sem obter nenhuma vitória. No mesmo ano, assumiu a tarefa de dirigir o Hercílio Luz na Divisão Especial do Campeonato Catarinense.
No ano de 2011, Belmonte iniciou a Divisão Especial do Campeonato Catarinense a frente do Guarani de Palhoça. Após classificar o time para a semifinal do Turno da competição e ser desclassificado nesta fase, o Guarani não repetiu o mesmo desempenho no início do returno. Com isso, após 3 rodadas da segunda fase disputadas, Belmonte foi demitido do comando do time e substituido pelo presidente Amaro Junior.

### "Seleção Avaiana"
Seleção Avaianaé um projeto do Avaí Futebol Clube para descobrir novos talentos. O projeto iniciou-se em dezembro 2011 e visa descobrir novos talentos para o futebol.
O ex-jogador Edson Belmonte está a frente deste projeto junto com o Avaí, onde contribui, com sua vasta experiência no futebol, descobrir jovens talentos da região da Grande Florianópolis e das demais regiões e estados do sul. O projeto consiste em realizar seletivas de testes em jovens meninos que possuam habilidades com a bola e que ao final possam vir a ingressar nas categorias de base do clube e no futuro se tornar um jogador profissional.